# Villa Ekebo

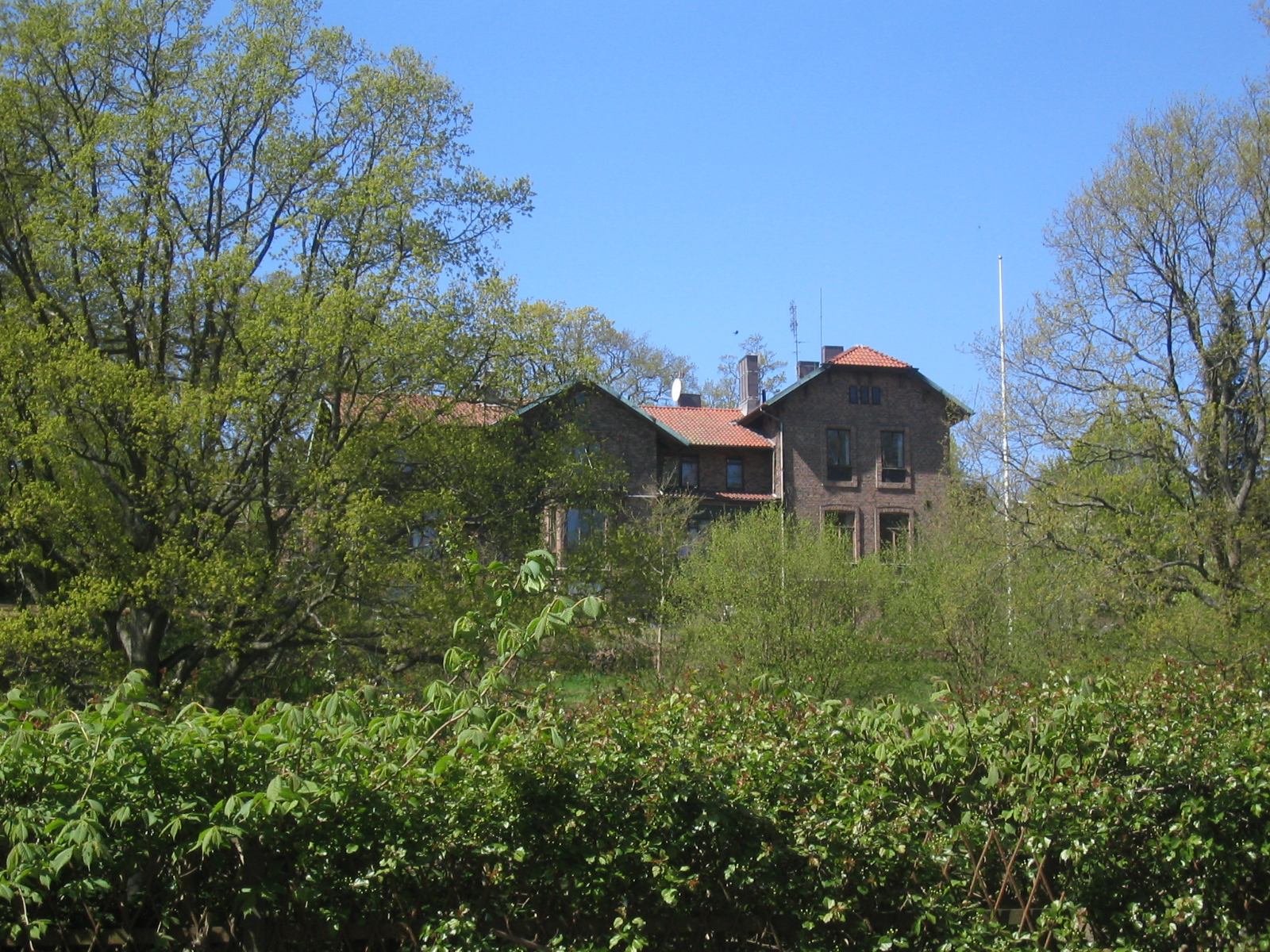
Villa Ekebo 2007

Villa Ekebo ligger i norra delen av Halmstad vid Slottsmöllans industriområde. Byggnaden var vid 1900-talets början en sevärdhet, med stor välvårdad park. Där fanns blommor och gräsmattor i terrasser, kantskurna gångar av gult krossat tegel, drivhus och vinterträdgård. Ekebo tillhörde familjen Wallberg som ägde textil- och tegelindustriföretagen Wallbergs Fabriks AB och Slottsmöllans tegelbruk.

## Historik
Ekebo byggdes 1878 för fabrikören Alfred Wallberg och tillbyggdes först åt söder samt vid sekelskiftet också mot norr. Här växte Ingrid Wallberg och Lotti Jeanneret upp. Flera stora ekar jämnt fördelade över parken utgjorde kärnan i trädgården och fick inte huggas ner, eftersom fru Lotten Wallberg fridlyst alla efter att en hade huggits ner, när hon var bortrest.
Trädgården hade fyra skulpturer och fästningskanoner som dekorationer och svandamm, tennisbana, krocketplan och även ett japanskt tehus. År 1893 kom en glaskupol från Norre katts park till Ekebo och ett tempelliknande åttkantigt glashus byggdes med kupolen som tak. Inne i glashuset fanns en kakelugn för att hålla värmen på vintern till vinstockar och gula rosor. Från trädgårdens övre terrass hade man utsikt över Nissan och Snöstorps slätter och även Österbro och delar av Halmstads hamn.
Under åren tillkom flera växthus och där odlades vindruvor, persikor, blommor, gurkor och tomater. I vinterträdgården fanns en damm med guldfiskar och apelsin-, banan- och fikonträd och under en kort tid exotiska fåglar, som alla utom vaktlarna flög ut när man glömt att stänga buren ordentligt och ett vädringsfönster var öppet. Inga av de utflugna fåglarna kunde fångas in. Överskottet av allt odlat såldes till Hallands regementes officersmäss och Hotell Mårtenson och dessutom hade Ekebo varje torsdag ett stånd på Stora Torg. Björkvin framställdes också på Ekebo och tappades på flaskor märkta Chateau Ekebo.
Från början fanns inte någon inhägnad runt området, men 1910 byggdes en tegelmur för att - framförallt - stänga vägen genom park och trädgård för regementet. Tornet i muren byggdes bara för att skymma sikten från Ekebo på trävillan Skansen på andra sidan vägen, vilken hade servering av öl med mera. I tornets bottenvåning förvarades frukt, medan andra våningen var bara trapphus till takplatån. Detta torn, och delar av muren, revs när nya norra infarten till Halmstad byggdes på 1970-talet.